# Ла-Кампана (гора)
Ла-Кампана (исп. Cerro La Campana) — гора в горном хребте Береговая Кордильера (Анды) в Чили.
Гора расположена на границе между провинцией Кильота и новой провинцией Марга-Марга в области Вальпараисо, на территории национального парка Ла-Кампана. Высота горы составляет 1880 метров над уровнем моря.
Национальный парк Ла-Кампана был создан 17 октября 1967 года и занимает площадь 8 тысяч гектаров.
В национальном парке встречаются такие растения как нотофагус (Nothofagus macrocarpa), пеумус (Peumus boldus), квиллайя мыльная (Quillaja saponaria), литрея едкая (Lithraea caustica), корица, боярышник, юбея чилийская (Jubaea chilensis), пуйя чилийская (Puya chilensis), несколько видов кактусов, в том числе и эхинопсис чилийский (Echinopsis chiloensis).
Фауна представлена млекопитающими, такими как андская лисица (Lycalopex culpaeus), южноамериканская лисица (Pseudalopex griseus) и малый гризон (Galictis cuja), птицами, такими как магелланов филин (Bubo virginianus magellanicus), тюрко (Pteroptochos megapodius), канюк (Buteo polyosoma), исполинский колибри (Patagona gigas) и чилийский голубь (Patagioenas araucana), а также рептилиями, земноводными и беспозвоночными.
17 августа 1834 года натуралист Чарльз Дарвин, совершавший кругосветное путешествие на корабле «Бигль», поднялся на гору Ла-Кампана.